# Neuvizy

Neuvizy este o comună în departamentul Ardennes din nordul Franței. În 1 ianuarie 2022 avea o populație de 119 de locuitori.